# ملعب أف أن بي
ملعب أف أن بي (بالإنجليزية: FNB Field)‏ هو ملعب رياضي متعدد الألعاب الرياضية حيث تلعب حاليا فيه كل من رياضة كرة القاعدة وكرة القدم.
تم افتتاح الملعب سنة 1987، ويلعب فيه فريق نادي بان لكرة القدم.